# Guerra Civil do Iêmen do Sul
A Guerra Civil do Iêmen do Sul ocorreu entre janeiro e fevereiro de 1986, no Iêmen do Sul, como resultado da tentativa de secessão dos adeptos de Abdul Fattah Ismail para derrubar o governo de Ali Nasir Muhammad. O conflito rapidamente se transformou em uma custosa guerra civil de aproximadamente um longo mês, o que resultou em milhares de vítimas.

## Antecedentes
Em 1980, o presidente do Iêmen do Sul, Abdul Fattah Ismail, renunciou e partiu para o exílio. Seu sucessor, Ali Nasir Muhammad, assumiu uma postura de caráter menos intervencionista tanto para o Iêmen do Norte como na vizinha Omã.

## Conflito

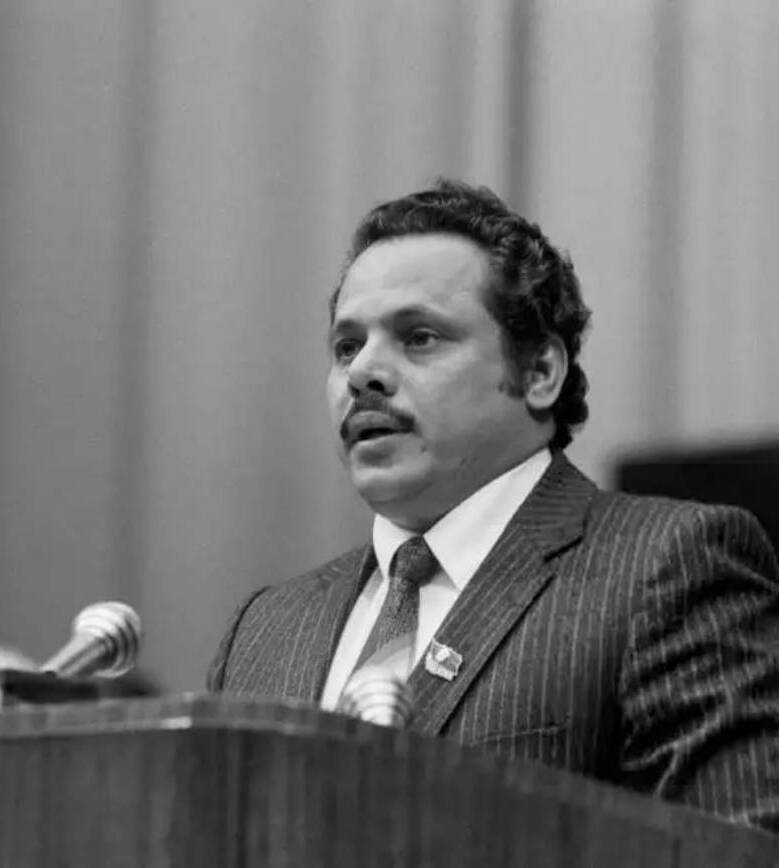
Secretário-Geral do Comitê Central do Partido Socialista Iemenita, Presidente do Presidium da Assembleia Popular Suprema, Primeiro-Ministro da República Democrática Popular do Iêmen, Ali Nasir Muhammad, faz um discurso na reunião oficial conjunta do Comitê Central do Partido Comunista, alocado ao Soviete Supremo da URSS e ao Conselho Supremo da RSFSR, no 60º aniversário da fundação da URSS, no Palácio de Congressos do Kremlin.

Em 13 de janeiro de 1986, começou uma violenta luta em Áden entre partidários de Ali Nasir e simpatizantes do retorno de Ismail, que queria o poder de volta.
Os combates duraram mais de um mês e resultaram em milhares de vítimas, na deposição Ali Nasir, e morte de Ismail. Cerca de 60.000 pessoas, incluindo o deposto Ali Nasir, fugiram para a República Árabe do Iêmen. No conflito que custou a vida de 4.000 a 10.000 pessoas, Ali Salim al-Beidh foi um dos poucos funcionários de alto escalão sobreviventes.

## Sucessão
Um antigo membro do Politburo, al-Beidh assumiu a posição de liderança no Partido Socialista Iemenita após a guerra civil. Como um aliado de Ismail, tomou o controle após a derrota de Muhammad e deserção e desaparecimento de Ismail.

## Consequências

### Reunificação do Iêmen e guerra civil de 1994
Sofrendo uma perda de mais da metade da ajuda proveniente da União Soviética de 1986 a 1989,  e um interesse em possíveis reservas de petróleo na fronteira entre os países, o governo de al-Beidh trabalhou pela unificação com as autoridades do Iêmen do Norte.
Os esforços para a unificação prosseguiram a partir de 1988. Embora os governos do Iêmen do Norte e do Iêmen do Sul declararam que aprovaram uma futura união em 1972, pouco progresso foi feito rumo à unificação, e as relações eram frequentemente tensas.
Em 1990, o Iêmen do Norte e o Iêmen do Sul foram unidos em um país, mas em fevereiro de 1994, os confrontos entre forças do norte e do sul começaram e rapidamente evoluíram para uma guerra civil em grande escala. Como as forças nortistas avançaram sobre Aden, al-Beidh declarou o estabelecimento da República Democrática do Iêmen em 21 de maio. A resistência sulista no entanto fracassou. Ali Abdullah Saleh recrutou forças salafistas e jihadistas para lutar contra as forças do Partido Socialista Iemenita. As forças leais a Ali Nasir também participaram. As forças do norte entraram Aden em 7 de julho.

### Insurgência no sul do Iêmen
Em 2007, oficiais do exército e oficiais de segurança do sul que tinham sido forçados a se aposentar depois da guerra de 1994 começaram as manifestações exigindo sua reintegração ou indenização. Os protestos gradualmente se desenvolveram em um movimento para a autonomia ou a independência do antigo Iêmen do Sul.
Em 2009, o proeminente líder islâmico sulista Tariq al-Fadhli, que lutou para os mujahideens no Afeganistão contra a invasão soviética do Afeganistão, rompeu sua aliança com o presidente Saleh para se juntar ao Movimento do Iêmen do Sul, o que deu um novo impulso ao movimento sulista, já que al-Fadhli há algum tempo se tornou uma figura importante. Nesse mesmo ano, em 28 de abril, uma revolta no sul começou de novo, com grandes manifestações na maioria das principais cidades.